# 菲羅塔斯 (帕曼紐之父)
菲羅塔斯（希臘語：Φιλώτας；約存於四世紀，為馬其頓王國貴族，他可能有三個兒子，其中最為著名是亞歷山大大帝時的將軍帕曼紐，餘下的兒子分別是阿桑德和阿伽松。